# Nymphaea capensis
Nymphaea capensis Thunb. es una especie de planta acuática de la familia de las ninfáceas. 
Flores azules a rosadas. 2n = 28, 56, 84.(?)

## Hábitat y distribución geográfica
Se encuentra cada vez más abundante en hábitats de agua dulce en el sur de África (Kenia, Tanzania, Mozambique, Zambia, Botsuana, Lesotho, Namibia, Sudáfrica, Suazilandia, Madagascar, Comoras, Isla Mauricio). Ha sido introducida en Florida y Australia.
Esta planta de bulbo puede sobrevivir períodos relativamente largos de tiempo sin lluvia en un cauce seco. Durante la temporada de lluvia, cuando el lecho del río o pantano se llena,  brota nuevamente las hojas y flores.
El nenúfar azul del Cabo crece mejor en pleno sol y clima semiárido en agua relativamente someras.
- Datos: Q3349580
- Multimedia: Nymphaea nouchali var. caerulea / Q3349580
- Especies: Nymphaea capensis